# Link State Database
Können Sie das bearbeiten ? Dies ist nur eine Erinnerung, ich brauche das für die schule und wahrscheinlich ganz viele auch, danke im voraus